# Antje Frank
Antje Frank (ur. 5 czerwca 1968 w Bartmannshagen) – niemiecka wioślarka. Brązowa medalistka olimpijska z Barcelony.
Urodziła się w NRD i do zjednoczenia Niemiec startowała w barwach tego kraju. Zawody w 1992 były jej jedynymi igrzyskami olimpijskimi. Medal zdobyła w czwórce bez sternika, płynęła wspólnie z Gabriele Mehl, Birte Siech i Annette Hohn. Na mistrzostwach świata zdobyła brązowy medal w czwórce bez sternika w 1990 (jeszcze w barwach NRD). 